# Czwarty protokół (powieść)
Czwarty protokół – powieść sensacyjna brytyjskiego pisarza Fredericka Forsytha z roku 1984. Tytuł oryginalny: The Fourth Protocol. Pierwsze wydanie polskie ukazało się w 1990 nakładem wydawnictwa Amber. W okresie PRL powieść nie mogła się ukazać w Polsce ze względu na zawarty w niej negatywny obraz ZSRR.

## Fabuła
W noc sylwestrową włamywacz, włamując się do apartamentu wysokiego urzędnika brytyjskiego MSZ, znajduje w sejfie tajne dokumenty, które nie powinny znajdować się w prywatnym mieszkaniu. Z pobudek patriotycznych wysyła je anonimowo na policję. Wykryciem źródła przecieku zajmuje się pracownik kontrwywiadu (MI5), John Preston. W tym samym czasie w ZSRR sekretarz generalny KPZR (postać fikcyjna, nie wymieniony z nazwiska, pewne elementy charakterystyki wskazują, że pierwowzorem był Jurij Andropow) opracowuje plan „Aurora” – destabilizacji politycznej Wielkiej Brytanii. Istotną rolę w przygotowaniach planu odgrywa Kim Philby. Plan polega na przemyceniu w częściach, zmontowaniu i zdetonowaniu walizkowej bomby, co oznacza naruszenie tajnego „Czwartego protokołu” układu o nierozprzestrzenianiu broni jądrowej z 1968. Eksplozja bomby ma zostać przedstawiona potem jako wypadek z taktyczną bronią jądrową w amerykańskiej bazie wojskowej. Katastrofa ta ma wywołać falę antyamerykanizmu i przyczynić się do zwycięstwa w wyborach skrajnie lewicowego, prosowieckiego skrzydła Partii Pracy. John Preston, szykanowany w macierzystej instytucji przez kierującego nią karierowicza Briana Harcourt-Smitha, na półoficjalne zlecenie szefa wywiadu MI6 sir Nigela Irvine, ma zająć się wykryciem sowieckiej siatki szpiegowsko-dywersyjnej i zapobiec realizacji planu „Aurora”. Fiasko planu doprowadzi też do zmian na Kremlu.

## Film
Ekranizację powieści nakręcono w 1987. Film miał fabułę okrojoną z pobocznych wątków i nieco zmienioną w stosunku do oryginału. Rolę Johna Prestona zagrał Michael Caine, a w postać radzieckiego agenta Pietrowskiego wcielił się Pierce Brosnan, co jest uważane za preludium do jego ról w cyklu filmów o Jamesie Bondzie.